# Maurice Pillard Verneuil
Maurice Pillard Verneuil, né le 29 avril 1869 à Saint-Quentin et mort le 21 septembre 1942 à Chexbres (Suisse), est un artiste décorateur de l'Art Nouveau et un critique d'art français.

## Biographie
Après avoir étudié au lycée de Saint-Quentin dans l'Aisne, Maurice Pillard Verneuil s'inscrit en 1888 à l'Ecole nationale supérieure des beaux-arts à Paris, dans la section d'architecture. Parallèlement à ses études, il acquiert en autodidacte des connaissances dans des domaines aussi divers que l'émaillage, l'égyptologie ou encore diverses méthodes de peinture.
Intéressé par l'art de l'ornement en plein essor, il s'inscrit en 1892 à l'Ecole Guérin, où il suit les cours de composition décorative d'Eugène Grasset. Il commence alors à s'intéresser à l'art japonais, et trouve son inspiration dans les formes de la nature, les plantes et les animaux, notamment du monde marin.
Pillard Verneuil utilise de nombreux moyens d'expression : affiche, mobilier, marqueterie, émail, céramique, batik, broderie, photographie, peinture, pochoir.
Eugène Grasset le recrute pour illustrer la revue Art & Décoration à partir de janvier 1897, dans laquelle il publie de nombreux articles. Il collabore également à la revue Le Monde moderne publiée par la maison Quantin, pour laquelle il réalise trois affiches. Il exécute également la couverture de la revue d'art L'Image d'avril 1897.
Après la Première Guerre mondiale, il quitte Paris et s'installe à Genève puis, de 1921 à sa mort, à Rivaz avec son épouse, Adélaïde Verneuil de Marval. Son atelier forme de nombreux élèves dont Amédée Ozenfant.
En 1922, il s'embarque avec son épouse pour un long voyage en Asie du Sud-Est, où il découvre les arts décoratifs de Java, du Cambodge, de l'Indonésie et du Japon. Il acquiert une importante collection d'objets.
Il collabore avec de nombreux artistes comme Eugène Grasset, Armand Point, René Juste, Alfons Mucha, Georges Auriol ou Mathurin Méheut.

## Vie privée
En deuxièmes noces, trois enfants naîtront de son mariage en 1908 avec Lucie Laroche-Bourgogne : Viviane (1909 - 2000), Claude (1913 - 1987?) et Claudine (1913-2016). Celle-ci, morte centenaire, épousera Manuel Rosenthal et aura un fils, lui-même artiste, Clément Rosenthal.
En 1921, en troisièmes noces, Maurice Pillard Verneuil épousera Adélaïde de Marval (1898-1998) dont il n'aura pas de descendance.

## Œuvres

### Publications
- 1897 Dictionnaire des symboles, emblèmes et attributs, Paris, Librairie Henri Laurens ; rééd. Slatkine.
- 1898 L'Animal dans la décoration, introduction d'Eugène Grasset, Paris, Éditions Émile Lévy-Librairie centrale des beaux-arts.
- 1900 Combinaisons ornementales (G. Auriol, A. Mucha, M. Pillard-Verneuil), Paris, Librairie centrale des beaux-arts.
- 1903 Étude de la plante, son application aux industries de l’art, Paris, Émile Lévy-Librairie centrale des beaux-arts.
- 1904 Documents ornementaux (publié sous la direction de M. Pillard Verneuil), Paris, Émile Lévy-Librairie centrale des beaux-arts.
- 1910 Étoffes japonaises tissées et brochées
- 1910 L'ornementation par le pochoir, Éditions Schmid et Laurens.
- 1913 Le livre de la mer illustré par Mathurin Méheut, Paris, Émile Lévy-Librairie centrale des beaux-arts.
- 1925 Kaléidoscope : Ornements abstraits, quatre-vingt-sept motifs en vingt planches / composés par Ad. et M.P. Verneuil ; pochoirs de J. Saudé. Co-auteur : Adélaïde Verneuil de Marval. Paris, Éditions Albert Lévy.
- 1927 L'art à Java : les temples de la période classique indo-javanaise, Éditions Vanoest.

## Galerie

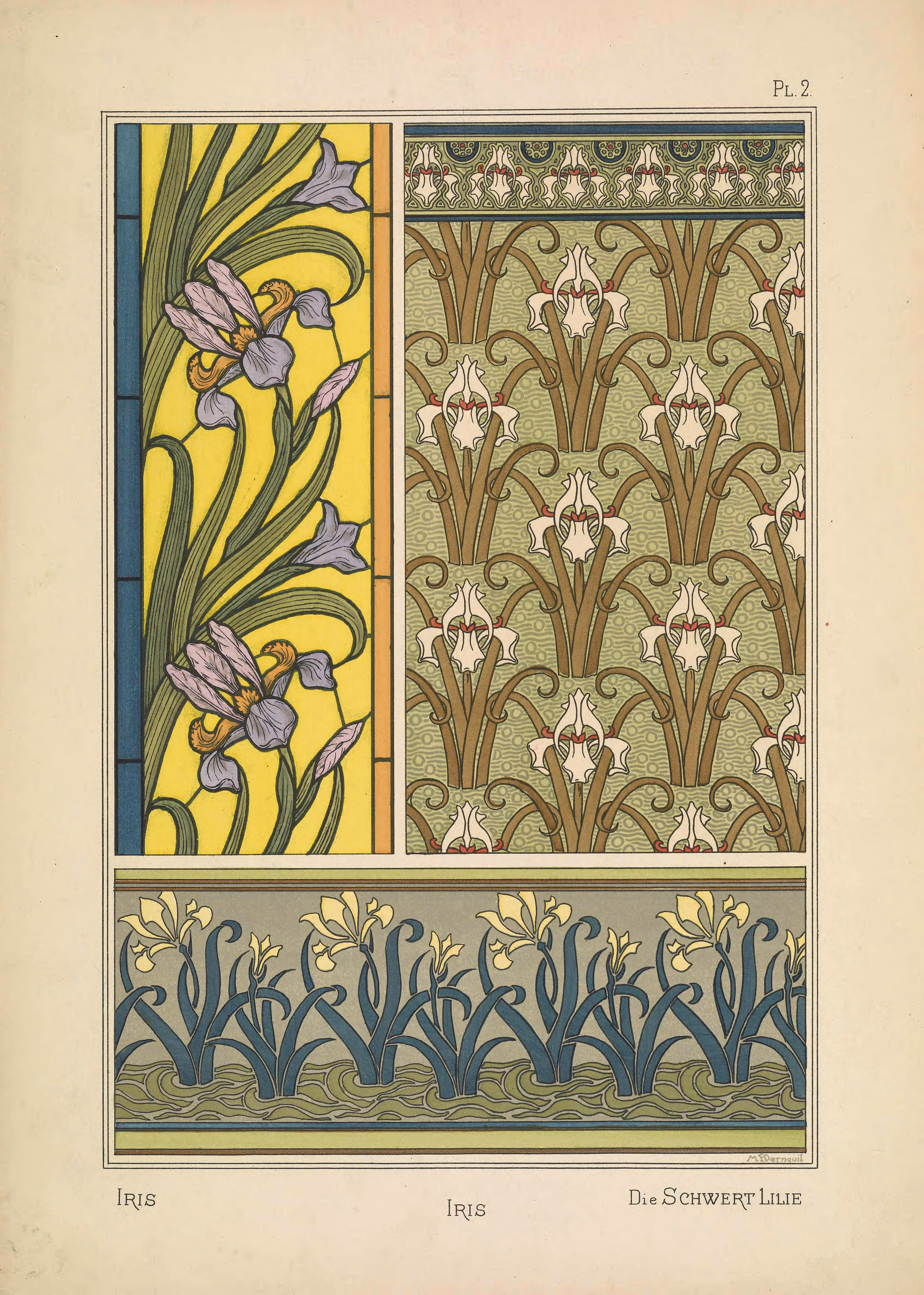
« Iris » (in E. Grasset, La Plante et ses applications ornementales, 1896).
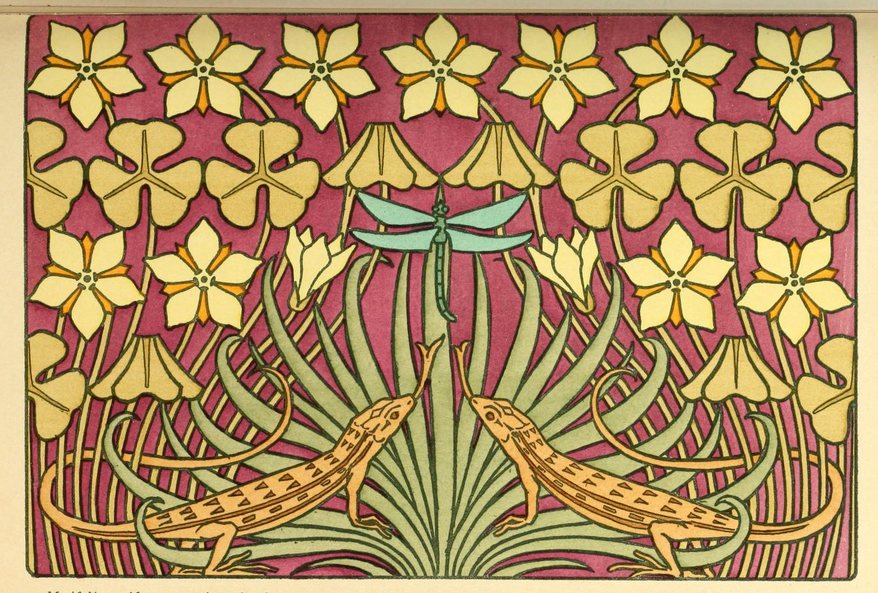
Motifs pour coussin ou bande (1897)
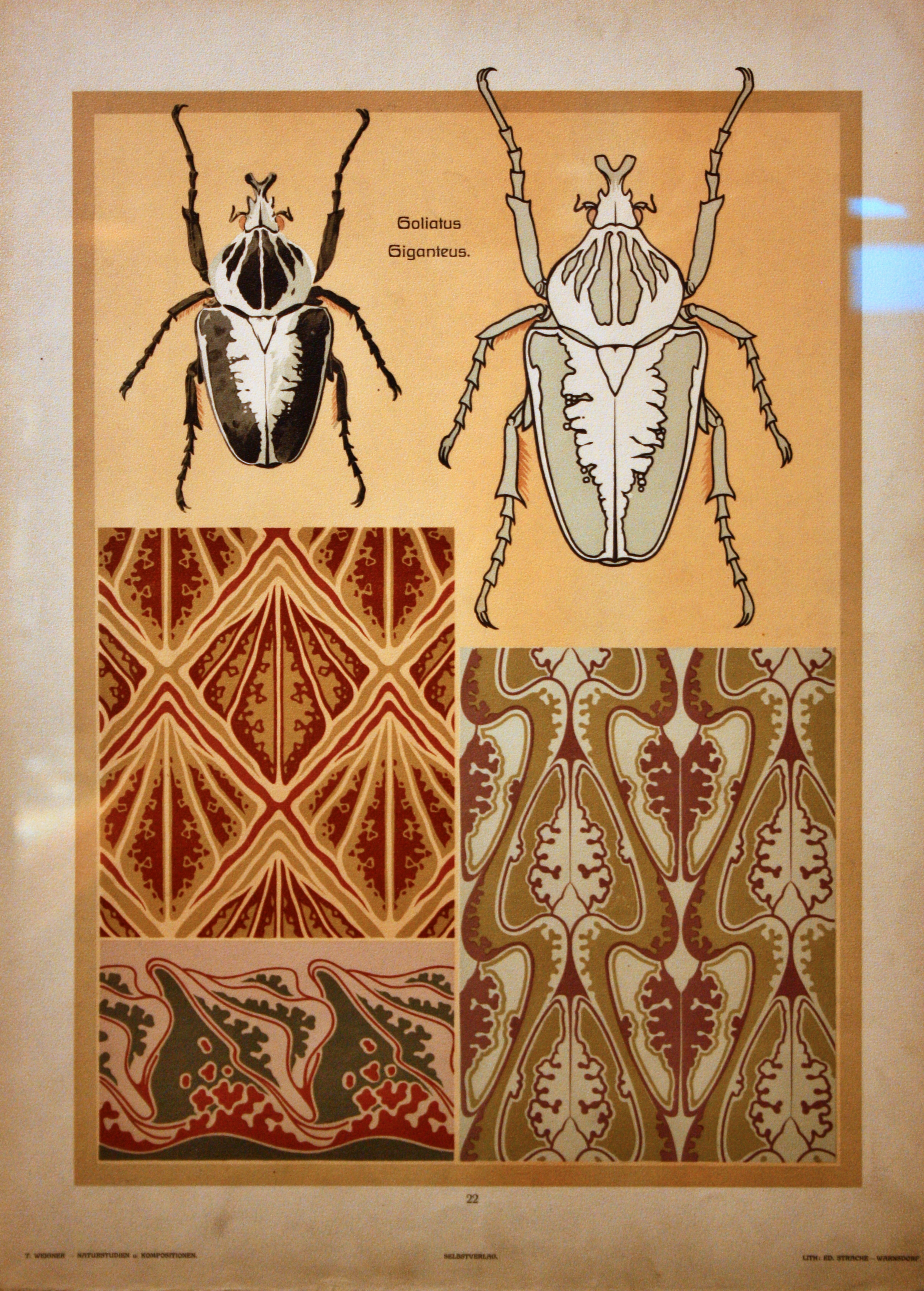
Illustration tirée de L'Animal dans la décoration (1898).
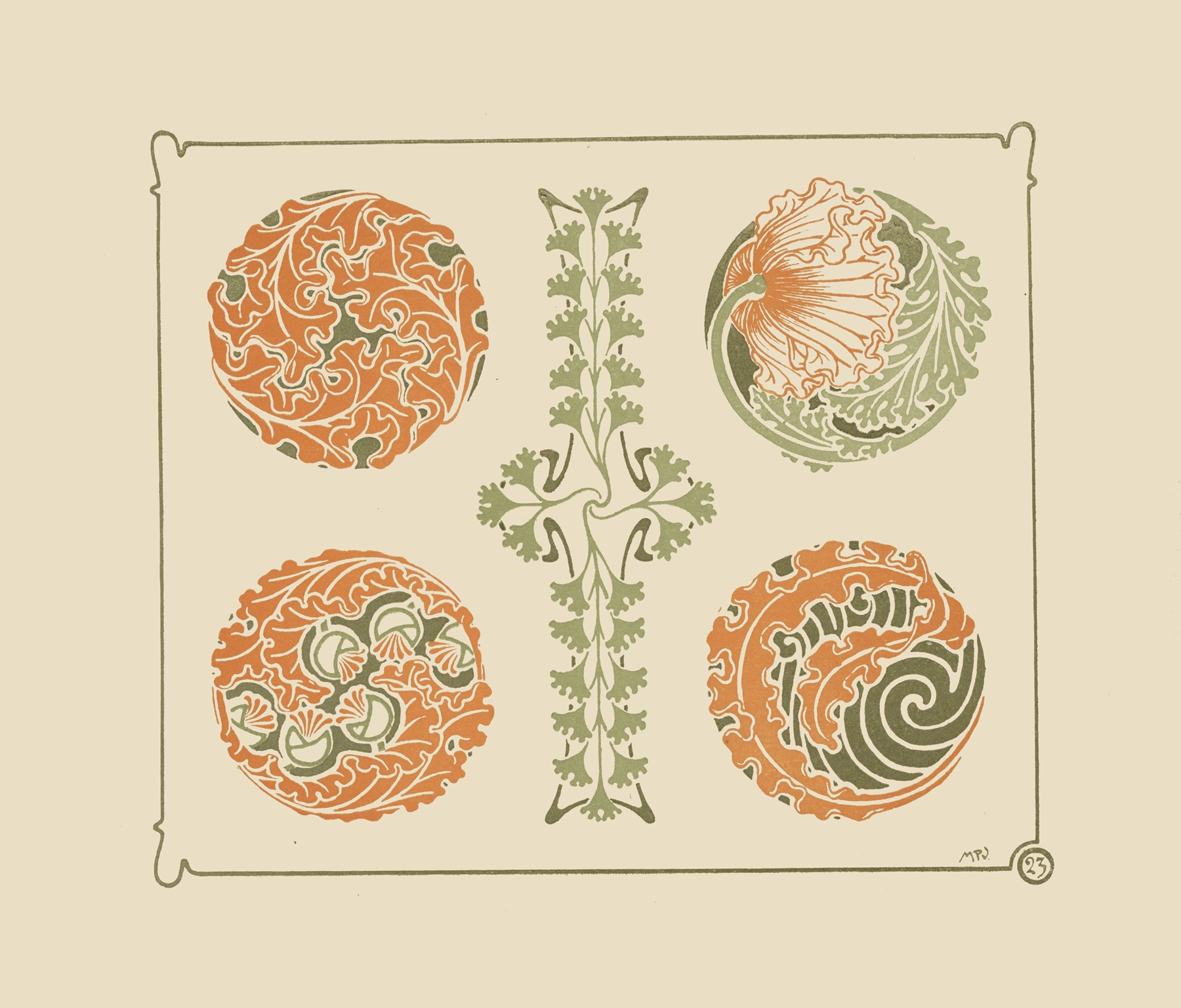
Illustration tirée de Combinaisons Ornementales, (1900).

Série d'affiches lithographiées pour Le Monde moderne
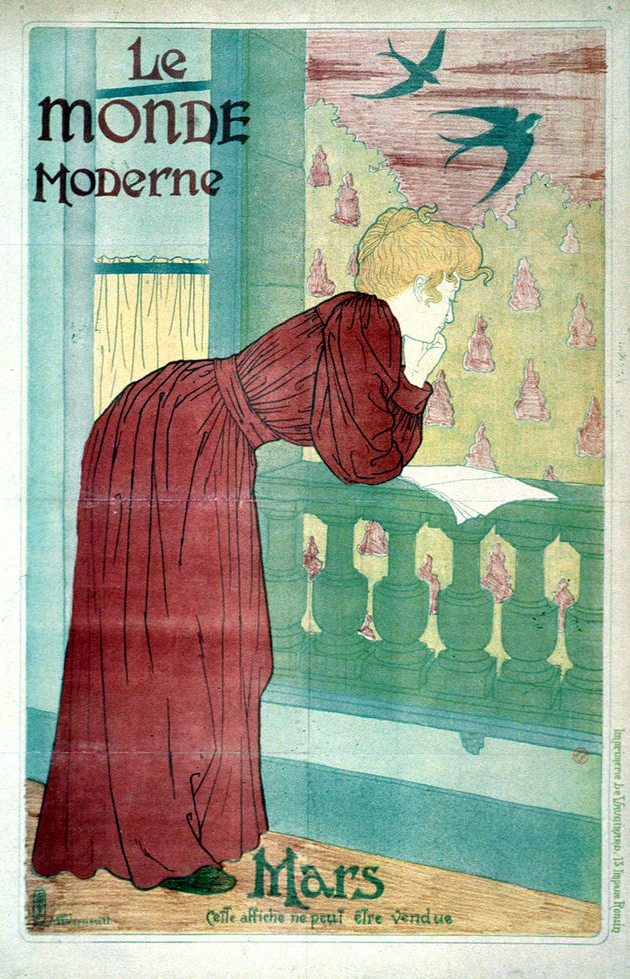
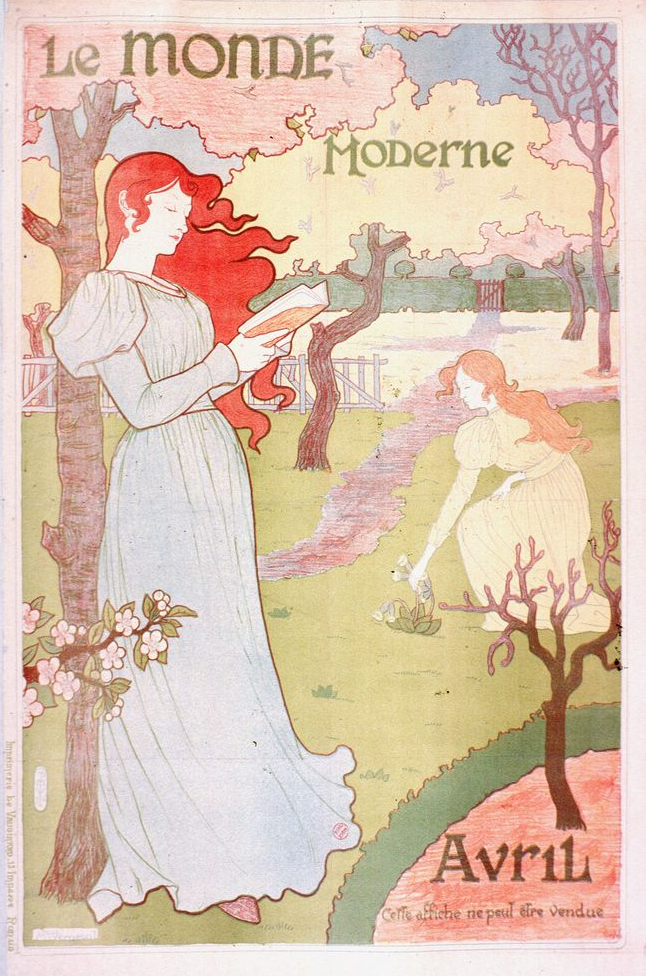
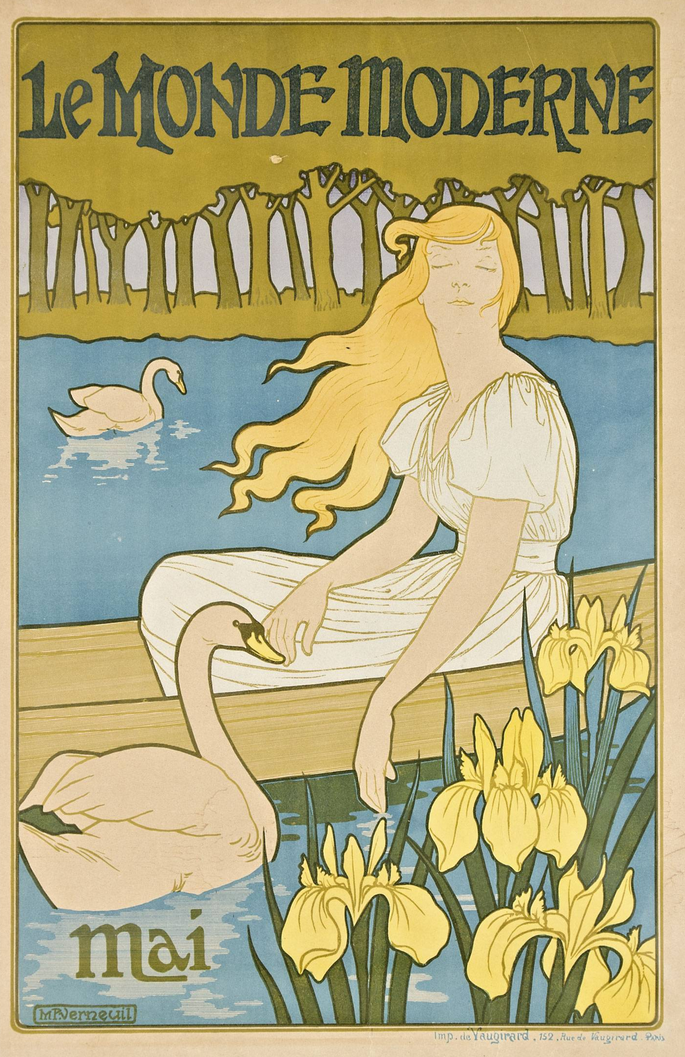